# Liste des édifices religieux de Vannes
Cet article présente la liste des édifices religieux situés sur le territoire de la commune française de Vannes dans le Morbihan. Cette liste regroupe non seulement les lieux de culte (cathédrale, églises, chapelles, temples, mosquées, etc.) mais également les établissements à vocation religieuse (couvents, monastères, etc.)
Note : cette liste n'est pas exhaustive.

## Catholicisme

### Édifices ouverts au culte

#### Églises
| Église                       | Adresse                | Coordonnées                        | Notice         | Protection            | Date | Illustration                 |
| ---------------------------- | ---------------------- | ---------------------------------- | -------------- | --------------------- | ---- | ---------------------------- |
| Cathédrale Saint-Pierre      | Place Saint-Pierre     | 47° 39′ 28″ nord, 2° 45′ 25″ ouest | « PA00091772 » | Classé MH             | 1906 | Cathédrale Saint-Pierre      |
| Église Notre-Dame-de-Lourdes | Rue de la Brise        | 47° 38′ 34″ nord, 2° 45′ 57″ ouest |                |                       |      | Église Notre-Dame-de-Lourdes |
| Église Saint-Guen            | Rue Irène-Joliot-Curie | 47° 40′ 14″ nord, 2° 45′ 21″ ouest | « EA56000012 » | Patrimoine XXe siècle | 2006 | Église Saint-Guen            |
| Église Saint-Patern          | Rue de la Fontaine     | 47° 39′ 34″ nord, 2° 45′ 15″ ouest | « PA00091782 » | Inscrit MH            | 2005 | Église Saint-Patern          |
| Église Saint-Pie-X           | Rue Saint-Pie-X        | 47° 39′ 29″ nord, 2° 46′ 26″ ouest |                |                       |      | Église Saint-Pie-X           |
| Église Saint-Vincent-Ferrier | Rue Lallement          | 47° 38′ 59″ nord, 2° 46′ 37″ ouest |                |                       |      | Église Saint-Vincent-Ferrier |

#### Chapelles
| Chapelle                                                                         | Ensemble / Paroisse                        | Adresse                 | Coordonnées                        | Notice         | Protection | Date | Illustration                                                       |
| -------------------------------------------------------------------------------- | ------------------------------------------ | ----------------------- | ---------------------------------- | -------------- | ---------- | ---- | ------------------------------------------------------------------ |
| Chapelle des Carmélites                                                          | Couvent des Carmélites                     | 35 rue Jean-Gougaud     | 47° 39′ 29″ nord, 2° 45′ 59″ ouest |                |            |      | Image manquante Téléverser                                         |
| Chapelle Notre-Dame-le-Ménimur                                                   | Collège Notre-Dame-le-Ménimur              | Rue de Metz             | 47° 40′ 02″ nord, 2° 45′ 54″ ouest | « IA56003330 » |            |      | Chapelle Notre-Dame-le-Ménimur                                     |
| Chapelle du couvent du Père-Éternel                                              | Couvent du Père-Éternel                    | Rue Madame-Molé         | 47° 39′ 04″ nord, 2° 45′ 35″ ouest |                |            |      | Chapelle du couvent du Père-Éternel                                |
| Chapelle du Grador                                                               | Centre hospitalier                         | allée du Grador         | 47° 39′ 54″ nord, 2° 44′ 29″ ouest |                |            |      | Chapelle du Grador                                                 |
| Chapelle Saint-François-Xavier                                                   | Lycée Saint-François-Xavier                | Rue Drezen              | 47° 39′ 12″ nord, 2° 45′ 38″ ouest |                |            |      | Chapelle Saint-François-Xavier                                     |
| Chapelle du Rohic                                                                | Paroisse Saint-Patern                      | Le Rohic                | 47° 39′ 51″ nord, 2° 43′ 03″ ouest | « PA00091773 » | Classé MH  | 1929 | Chapelle du Rohic                                                  |
| Chapelle Sainte-Anne Chapelle utilisée par la Fraternité sacerdotale Saint-Pie-X | Paroisse Saint-Patern                      | 20 rue Aristide-Briand  | 47° 39′ 28″ nord, 2° 44′ 53″ ouest |                |            |      | Image manquante Téléverser                                         |
| Chapelle Sainte-Catherine (dite aussi chapelle de la Congrégation)               | Paroisse Saint-Patern                      | Place Sainte-Catherine  | 47° 39′ 35″ nord, 2° 45′ 16″ ouest |                |            |      | Chapelle Sainte-Catherine (dite aussi chapelle de la Congrégation) |
| Chapelle de la Maison Diocésaine                                                 | Maison Diocésaine (Ancien Grand Séminaire) | Rue Monseigneur Tréhiou | 47° 39′ 07″ nord, 2° 45′ 14″ ouest |                |            |      | Chapelle de la Maison Diocésaine                                   |
| Chapelle du château de Meudon                                                    | Chapelle du château de Meudon              | -                       | 47° 39′ 12″ nord, 2° 45′ 38″ ouest |                |            |      | Image manquante Téléverser                                         |
| Chapelle du château du Pargo                                                     | Chapelle du château du Pargo               | allée du Pargo          | 47° 39′ 12″ nord, 2° 45′ 38″ ouest |                |            |      | Image manquante Téléverser                                         |

#### Couvents
| Couvent | Adresse                 | Coordonnées                        | Notice | Protection | Date | Illustration |
| --- | ----------------------- | ---------------------------------- | ------ | ---------- | ---- | --- |
| Couvent du Père-Éternel Siège de la congrégation des Sœurs de la Charité de Saint-Louis Abrite les Carmélites depuis 2013 | Rue Madame-Molé         | 47° 39′ 04″ nord, 2° 45′ 36″ ouest |        |            |      | Couvent du Père-ÉternelSiège de la congrégation des Sœurs de la Charité de Saint-LouisAbrite les Carmélites depuis 2013« Carmel. Les sœurs coupent la poire en deux », sur Le Télégramme, 16 mai 2013 (consulté le 31 juillet 2016) |
| Grand Séminaire | Rue Monseigneur-Tréhiou | 47° 39′ 06″ nord, 2° 45′ 14″ ouest |        |            |      | Grand Séminaire |

### Édifices fermés au culte
Les édifices listés ci-dessous ont généralement perdu leur fonction strictement religieuse mais existent toujours en partie ou en totalité :

#### Couvents
| Couvent                                  | Destination actuelle                                               | Adresse                        | Coordonnées                        | Notice | Protection | Date | Illustration                             |
| ---------------------------------------- | ------------------------------------------------------------------ | ------------------------------ | ---------------------------------- | ------ | ---------- | ---- | ---------------------------------------- |
| Couvent des Carmes du Bondon             | Demeure                                                            | Rue Madame de Ségur            | 47° 39′ 58″ nord, 2° 46′ 28″ ouest |        |            |      | Image manquante Téléverser               |
| Couvent des Carmes déchaussés            | Conservatoire de musique                                           | Place Théodore-Decker          | 47° 39′ 07″ nord, 2° 45′ 37″ ouest |        |            |      | Couvent des Carmes déchaussés            |
| Couvent des Dames de la Retraite du Mené | Foyer de jeunes travailleurs                                       | Rue du Mené Avenue Victor-Hugo | 47° 39′ 34″ nord, 2° 45′ 28″ ouest |        |            |      | Couvent des Dames de la Retraite du Mené |
| Couvent de Nazareth                      | Désaffecté Programme de logement                                   | Place de Nazareth              | 47° 39′ 36″ nord, 2° 45′ 50″ ouest |        |            |      | Image manquante Téléverser               |
| Couvent des Carmélites                   | Programme de logements Réhabilitation pour la Pastorale des Jeunes | 35 rue Jean-Gougaud            | 47° 39′ 28″ nord, 2° 45′ 59″ ouest |        |            |      | Image manquante Téléverser               |
| Couvent des Ursulines                    | -                                                                  | Rue Thiers                     | 47° 39′ 11″ nord, 2° 45′ 36″ ouest |        |            |      | Couvent des Ursulines                    |
| Couvent de la Visitation                 | Parc à voitures                                                    | Rue Hoche Rue de la Loi        | 47° 39′ 30″ nord, 2° 45′ 42″ ouest |        |            |      | Image manquante Téléverser               |

#### Chapelles
| Chapelle                       | Ensemble initial              | Ensemble actuel                 | Destination actuelle | Adresse                 | Coordonnées                        | Notice         | Protection | Date | Illustration                   |
| ------------------------------ | ----------------------------- | ------------------------------- | -------------------- | ----------------------- | ---------------------------------- | -------------- | ---------- | ---- | ------------------------------ |
| Chapelle des Carmes déchaussés | Couvent des Carmes déchaussés | Conservatoire de musique        | Auditorium           | Place Théodore-Decker   | 47° 39′ 07″ nord, 2° 45′ 37″ ouest |                |            |      | Chapelle des Carmes déchaussés |
| Chapelle du manoir de Larmor   | Manoir de Larmor              |                                 |                      | Avenue René-de-Kerviler | 47° 38′ 26″ nord, 2° 45′ 25″ ouest |                |            |      | Chapelle du manoir de Larmor   |
| Chapelle Saint-Yves            | Collège de Jésuites           | Collège Jules-Simon             | Désaffectée          | Place Maurice-Marchais  | 47° 39′ 32″ nord, 2° 45′ 37″ ouest | « PA00091778 » | Inscrit MH | 1929 | Chapelle Saint-Yves            |
| Chapelle des Ursulines         | Couvent des Ursulines         |                                 | Bibliothèque         | 3 rue Thiers            | 47° 39′ 14″ nord, 2° 45′ 36″ ouest | « PA00091779 » | Classé MH  | 1988 | Chapelle des Ursulines         |
| Chapelle Sainte-Anne           |                               | Campus Saint Paul Saint Georges | Désaffectée          | 31 Rue Philippe Lebon   | 47° 38′ 52″ nord, 2° 45′ 39″ ouest |                |            | 1910 | Chapelle Sainte-Anne           |

### Édifices disparus

#### Églises
| Édifice                   | Adresse                                            | Coordonnées    | Notice | Protection | Date | Illustration               |
| ------------------------- | -------------------------------------------------- | -------------- | ------ | ---------- | ---- | -------------------------- |
| Église Notre-Dame du Mené | Entre l'avenue Victor Hugo et la rue de la Coutume | à géolocaliser |        |            |      | Église Notre-Dame du Mené  |
| Église Saint-Salomon      | Emplacement de l'actuel tribunal de commerce       | à géolocaliser |        |            |      | Image manquante Téléverser |

#### Couvents
| Édifice                 | Adresse                                          | Coordonnées    | Notice | Protection | Date | Illustration               |
| ----------------------- | ------------------------------------------------ | -------------- | ------ | ---------- | ---- | -------------------------- |
| Couvent des Cordeliers  | Derrière le Château-Gaillard                     | à géolocaliser |        |            |      | Image manquante Téléverser |
| Couvent des Dominicains | Emplacement de l'actuelle préfecture du Morbihan | à géolocaliser |        |            |      | Image manquante Téléverser |
| Petit-Couvent           |                                                  | à géolocaliser |        |            |      | Image manquante Téléverser |

#### Chapelles
| Édifice                                 | Adresse                                                    | Coordonnées                        | Notice         | Protection | Date | Illustration               |
| --------------------------------------- | ---------------------------------------------------------- | ---------------------------------- | -------------- | ---------- | ---- | -------------------------- |
| Chapelle du Mené                        | 12, rue Victor Hugo, Vannes, France                        | à géolocaliser                     |                |            |      | Image manquante Téléverser |
| Chapelle Notre-Dame-de-Chartres         | Place des Lices                                            | à géolocaliser                     |                |            |      | Image manquante Téléverser |
| Chapelle Saint-Guen                     | Emplacement de l'actuelle église Saint-Guen                | 47° 40′ 14″ nord, 2° 45′ 21″ ouest | « PA00091774 » | Inscrit MH | 1939 | Chapelle Saint-Guen        |
| Chapelle Saint-Julien                   | Promenade de la Rabine                                     | à géolocaliser                     |                |            |      | Image manquante Téléverser |
| Chapelle Sainte-Marie-Madeleine         | À l'angle de la rue Jean-Gougaud et de l'avenue Roosevelt. | à géolocaliser                     |                |            |      | Image manquante Téléverser |
| Chapelle, puis prieuré Saint-Symphorien | Avenue Saint-Symphorien                                    | à géolocaliser                     |                |            |      | Image manquante Téléverser |

## Autres religions
| Édifice                        | Culte                              | Adresse                              | Coordonnées                        | Illustration               |
| ------------------------------ | ---------------------------------- | ------------------------------------ | ---------------------------------- | -------------------------- |
| Temple protestant              | Église réformée de France          | Rue du 8-mai-1945                    | 47° 39′ 36″ nord, 2° 45′ 36″ ouest | Temple protestant          |
| Temple adventiste              | Église adventiste du septième jour | 4 rue des Frères Lumières            | 47° 40′ 38″ nord, 2° 46′ 17″ ouest | Image manquante Téléverser |
| Église protestante évangélique | Église protestante évangélique     | avenue Édouard Herriot               | 47° 40′ 38″ nord, 2° 46′ 17″ ouest | Image manquante Téléverser |
| Mosquée Arrayyane              | Islam                              | 8 impasse d'Armorique                | 47° 38′ 48″ nord, 2° 46′ 37″ ouest | Image manquante Téléverser |
| Salle de prière                | Islam                              | Allée des Glaïeuls                   | 47° 40′ 25″ nord, 2° 45′ 52″ ouest | Image manquante Téléverser |
| Salle du royaume               | Témoins de jéhovah                 | allée de Kérivarho                   | 47° 40′ 38″ nord, 2° 46′ 17″ ouest | Image manquante Téléverser |
| Dojo Zen de Vannes             | Bouddhisme Zen Sōtō                | 2 rue François-René-de-Chateaubriand | 47° 39′ 51″ nord, 2° 45′ 41″ ouest | Image manquante Téléverser |

## Cimetières
| Cimetière               | Adresse                                            | Coordonnées                        | Illustration            |
| ----------------------- | -------------------------------------------------- | ---------------------------------- | ----------------------- |
| Cimetière de Boismoreau | Boulevard de la Paix Rue des Quatre-Frères-Créac'h | 47° 39′ 42″ nord, 2° 45′ 07″ ouest | Cimetière de Boismoreau |
| Cimetière de Calmont    | Rue Jean-Jaurès                                    | 47° 38′ 48″ nord, 2° 45′ 09″ ouest | Cimetière de Calmont    |

## Autres édifices
- Calvaire de Kérino.

## Pour approfondir